# Henry Fox-Strangways (3e comte d'Ilchester)
Pour les articles homonymes, voir Henry Fox et Fox.
Henry Stephen Fox-Strangways, 3e comte d'Ilchester, (21 février 1787 - 8 janvier 1858), appelé Lord Stavordale de sa naissance jusqu'en 1802, est un homme politique britannique whig. Il sert comme capitaine des Yeomen de la garde sous Lord Melbourne de 1835 à 1841.

## Biographie
Il est le fils aîné d'Henry Fox-Strangways (2e comte d'Ilchester), et de Mary Theresa O'Grady, fille de Standish O'Grady. Il fait ses études à Christ Church, Oxford, qui lui décerne plus tard (1814) un DCL.
Il succède à son père comme troisième comte d'Ilchester en 1802. Le 15 avril 1808, il est nommé capitaine dans le Dorsetshire Yeomanry. Le régiment est dissous en 1814. Il y est nommé major le 8 décembre 1830 lors de sa reconstitution.
Le 5 août 1835, il est nommé capitaine des Yeomen de la garde dans l'administration whig de Lord Melbourne. Il est nommé conseiller privé le 12 juillet 1837. Il est remplacé comme capitaine des Yeomen de la garde le 5 juillet 1841, peu avant la chute du gouvernement. Il est également nommé Lord Lieutenant du Somerset le 19 avril 1837, mais il démissionne de son poste en mai 1839.
Le 6 juin 1840, il est promu major -lieutenant-colonel dans la Yeomanry. Il est nommé lieutenant-colonel commandant du Dorsetshire Yeomanry le 12 février 1846, démissionnant du commandement en juillet 1856.

## Famille
Lord Ilchester épouse Caroline Leonora Murray, fille de George Murray, en 1812. Ils ont quatre enfants: 
- Henry Thomas Leopold Fox-Strangways, Lord Stavordale (7 janvier 1816 - 11 août 1837), capitaine dans le Dorsetshire Yeomanry en 1837
- Theresa Anna Maria Fox-Strangways (11 janvier 1814-2 mai 1874), épouse Edward Digby (9e baron Digby) le 27 juin 1837.
- Stephen Fox-Strangways, Lord Stavordale (21 mars 1817 - 25 mai 1848), cornet dans le Dorsetshire Yeomanry en 1838, plus tard capitaine
- Caroline Margaret Fox-Strangways (9 janvier 1819-26 juin 1895), épouse Edward Kerrison (2e baronnet) le 23 juillet 1844.

Lady Ilchester est décédée en donnant naissance à son quatrième enfant. Lord Ilchester est décédé à Melbury House le 8 janvier 1858, à l'âge de 70 ans. Ses deux fils étant morts avant lui, son demi-frère, William Fox-Strangways (4e comte d'Ilchester), lui succède.